# Sophora japonica
Sophora japonica (Acácia-do-Japão) é uma espécie de planta com flor pertencente à família Fabaceae. 
A autoridade científica da espécie é L., tendo sido publicada em Systema Naturae, ed. 12 2: 287. 1767.

Tem inúmeras propriedades medicinais: os seus botões florais são muito utilizados na indústria farmacêutica.

## Portugal
Trata-se de uma espécie presente no território português, nomeadamente em Portugal Continental.
Em termos de naturalidade é introduzida na região atrás indicada.
Em Portugal, a acácia-do-Japão pode tornar-se uma praga quando se encontra longe das cidades porque o vento ou algum animal transportaram as suas sementes para uma floresta natural. Ao crescer mais depressa que as outras espécies, rouba-lhes espaço e nutrientes.

## Protecção
Não se encontra protegida por legislação portuguesa ou da Comunidade Europeia.